# Powellite
La powellite est une espèce minérale composée de molybdate de calcium de formule CaMoO4 avec des traces de tungstène. Elle forme une série avec la scheelite.

## Historique de la description et appellations

### Inventeur et étymologie
La powellite a été décrite par le minéralogiste Melville en 1891, et dédiée à John Wesley Powell (1834-1902) explorateur et géologue américain, un des fondateurs de l'Institut géologique américain (U.S. Geological Survey) et son deuxième directeur.

### Topotype
GisementPeacock Mine, comté d'Adams, Idaho, États-Unis.
ÉchantillonsLes échantillons types sont déposés  au National Museum of Natural History, Washington D.C., États-Unis No 80674.

## Caractéristiques physico-chimiques

### Critères de déterminations
- On le distingue des scheelites essentiellement par le poids et la fluorescence.
- Se dissout aussi bien à l'acide nitrique qu'à l'acide chlorhydrique donnant de l'oxyde molybdique. Fond au chalumeau en donnant une masse grise.

### Cristallochimie
- Elle forme une série avec la scheelite

- Elle fait partie du groupe de la scheelite

### Groupe de la Scheelite
Le groupe de la scheelite comprend des minéraux du système tétragonal de formule générique AXO4.
- A pouvant être un cation divalent (Ca, Pb)
- X le Mo ou W

Ce groupe comprend :
- Powellite Ca[MoO4]
- Raspite Pb[WO4]
- Scheelite Ca[WO4]
- Wulfénite Pb[MoO4]

### Cristallographie
- Structure cristalline dipyramidale, symétrie 4/m, groupe d'espace I41/a.
- Dimension de la cellule cristalline : a = 5,23 Å, c = 11,44 Å, Z = 4 Å ; V = 312.92
- Densité calculée = 4,25
- Ratio axial : a:c = 1:2.18738

## Gîtes et gisements

### Gîtologie et minéraux associés
GîtologieC'est un minéral d'origine secondaire provenant généralement de l'altération de la molybdénite.
C'est un précipité de la même série que les scheelites (CaWO4 lors de réaction en hydrothermalisme).
On le retrouve également dans des veines de quartz.
C'est un minéral que l'on peut retrouver dans ou à la suite d'une chute de météorite.
minéraux associésBrochantite, épidote, grenats, molybdénite, quartz, scheelite.

## Galerie

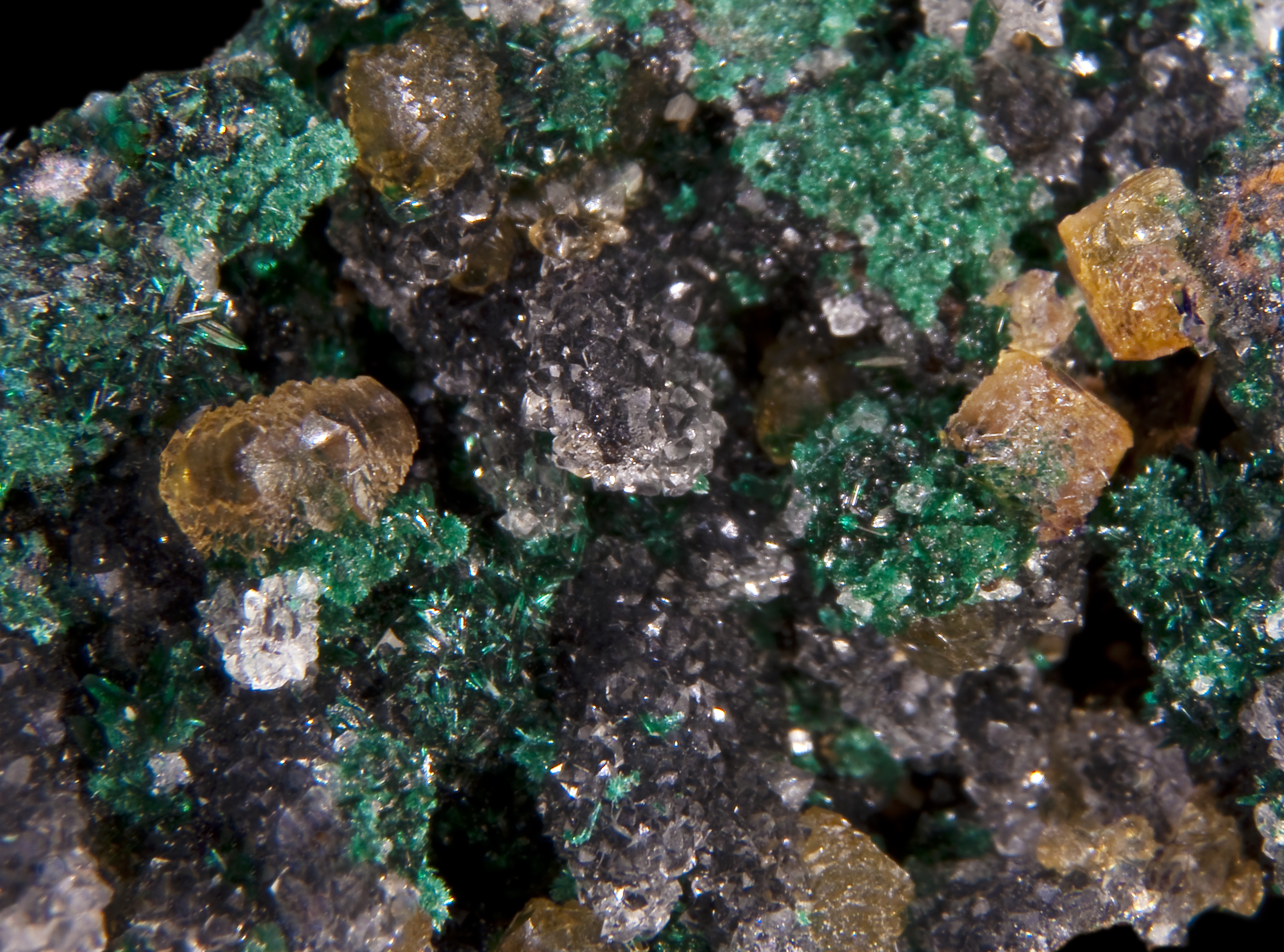
Mine de Chuquicamata, Chili (vue 3 cm).
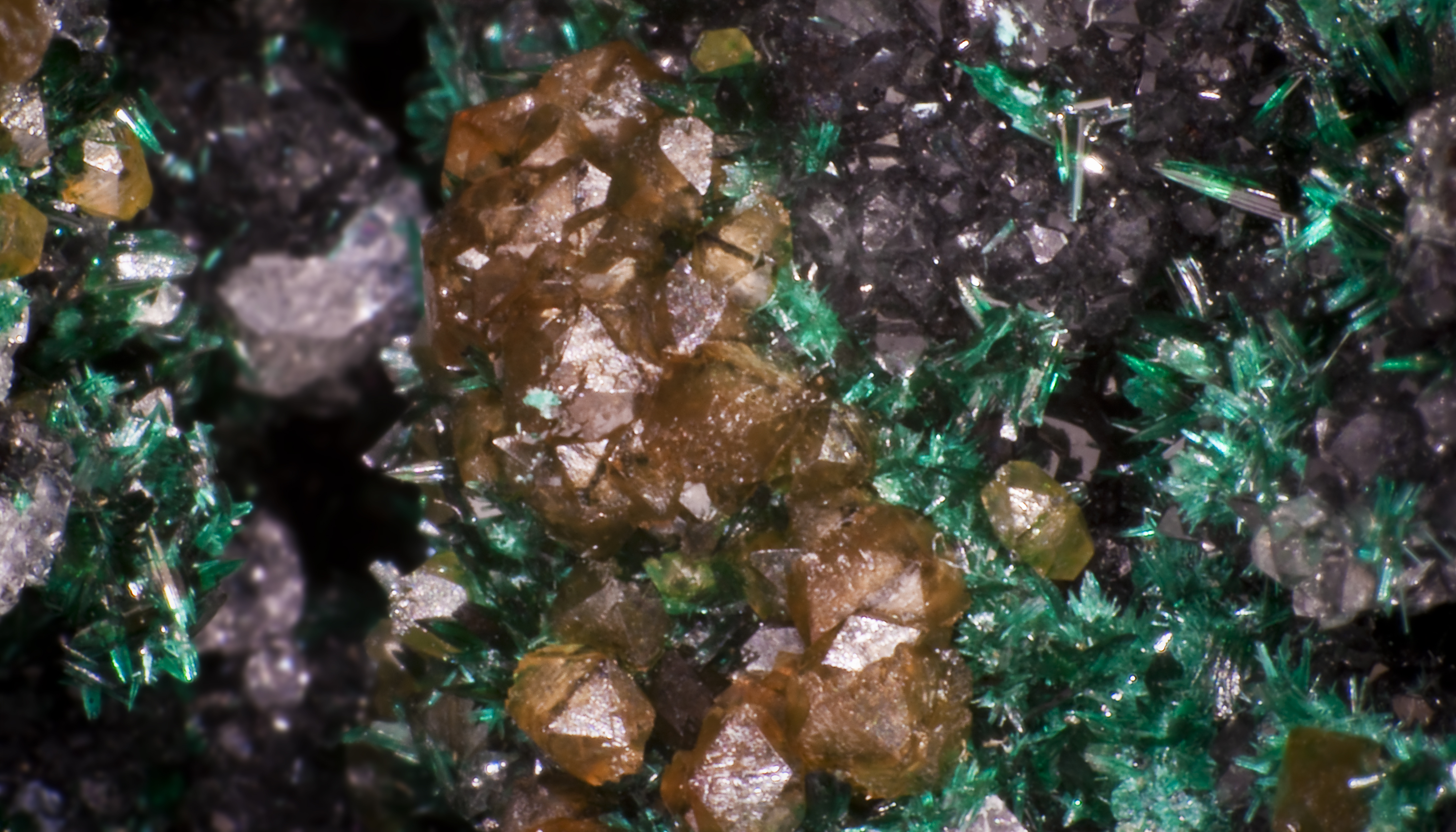
Mine de Chuquicamata, Chili (vue 4 cm).

### Gisements remarquables
- Canada

Lacorne Mine, Val d'Or, La  Vallée-de-l'Or RCM, Abitibi-Témiscamingue, Québec
- Chili

Mine de Chuquicamata, Calama, Province d'El Loa, Région d'Antofagasta
- États-Unis

Peacock Lode, Seven Devils district, Idaho,
Keewenaw Peninsula, Michigan
Tungsten, Nevada
- France

Mines du Costabonne, Prats de Mollo-La Preste, Céret, Pyrénées-Orientales
Glacier de l'Homme, Villar d'Arène, La Grave, Col du Lautaret, Hautes-Alpes
Glacier de L'A Neuve, Massif du Mont Blanc, Chamonix, Haute-Savoie
- Inde

Nasik,
- Panama

Carrière Clayton, Panama Canal Zone.

## Exploitation des gisements
UtilisationsC'est essentiellement un adjuvant industriel pour les matériaux ferreux et les alliages de ferromolybdène. Peut être produit artificiellement par chauffage de molybdène et de calcite entre 480 °C et 1 155 °C selon les parties du cycle. Parfois utilisé pour les collections et en joaillerie car on peut le confondre dans certains cas avec le diamant.